# Somregel (kansrekening)
De somregel is een regel uit de kansrekening om de kans op de vereniging van twee gebeurtenissen {\displaystyle A} en {\displaystyle B} in een trekking te berekenen, dat wil zeggen de kans op het optreden van {\displaystyle A} of {\displaystyle B}.
Voor disjuncte, dat wil zeggen elkaar uitsluitende, gebeurtenissen geldt dat de kans op de vereniging de som van de afzonderlijke kansen is:
{\displaystyle P(A\cup B)=P(A)+P(B)}.
{\displaystyle A} en {\displaystyle B} kunnen uit meer dan een enkele gebeurtenis bestaan en worden daarom uitkomstenruimten van de trekking genoemd. Zij zijn daarin niet noodzakelijk disjunct. Voor willekeurige gebeurtenissen {\displaystyle A} en {\displaystyle B} geldt de algemene somregel:
{\displaystyle P(A\cup B)=P(A)+P(B)-P(A\cap B)}.
Deze regel is te begrijpen doordat bij het optellen van de afzonderlijke kansen de kans op de doorsnede dubbel is meegeteld.
Er wordt op dezelfde manier gerekend als bij het principe van inclusie en exclusie. Dat doet zich voor wanneer er bij een trekking van meer dan twee uitkomstenruimten sprake is. Bijvoorbeeld met drie uitkomstenruimten {\displaystyle A,B} en {\displaystyle C}:
{\displaystyle P(A\cup B\cup C)=P(A)+P(B)+P(C)-P(A\cap B)-P(A\cap C)-P(B\cap C)+P(A\cap B\cap C)}.